# Pachystachys badiospica
Pachystachys badiospica är en akantusväxtart som beskrevs av D.C. Wasshausen. Pachystachys badiospica ingår i släktet Pachystachys och familjen akantusväxter. Inga underarter finns listade i Catalogue of Life.